# Azerbaigian
L'Azerbaigian (/aʣerbaiˈʤan/; in azero Azərbaycan), talvolta riportato come Azerbaijan, ufficialmente Repubblica dell'Azerbaigian (in azero Azərbaycan Respublikası), è uno Stato della regione transcaucasica.
Confina con il Mar Caspio a est, con la Russia a nord, la Georgia e l'Armenia a ovest e l'Iran a sud. Il territorio azero comprende un'exclave: la Repubblica Autonoma di Naxçıvan, che confina con l'Armenia a nord e a est, con l'Iran a sud e a ovest e per un breve tratto con la Turchia nel nord-ovest. Il paese copre un'area di 86600 km² e ha una popolazione di circa 10 milioni di abitanti. La sua capitale è Baku. Dal punto di vista geografico è considerato un paese asiatico o transcontinentale, essendo attraversato dalla catena del Caucaso, una delle linee convenzionali di separazione tra l'Europa e l'Asia.
L'Azerbaigian è una repubblica semipresidenziale e laica; è il paese più grande del Caucaso sia per superficie sia per popolazione. È anche uno dei fondatori della Comunità degli Stati Indipendenti. Ha una missione permanente nell'Unione europea e ospita anche una missione della Commissione europea. L'Azerbaigian fa parte di varie organizzazioni internazionali tra cui le Nazioni Unite, il Consiglio d'Europa, il Movimento dei non allineati, l'OSCE ed EUROCONTROL.
La Repubblica Democratica di Azerbaigian ha proclamato la sua indipendenza nel 1918 dalla Repubblica Federale Democratica Transcaucasica diventando il primo stato laico democratico a maggioranza musulmana. Nel 1920 il paese è stato incorporato all'Unione Sovietica come Repubblica Socialista Sovietica Azera mentre dal 1922 al 1936 ha fatto parte della Repubblica Socialista Federativa Sovietica Transcaucasica per poi essere riconosciuta come repubblica sovietica all'interno dell'URSS.
La lingua ufficiale è l'azero appartenente alla famiglia delle lingue turche. La religione maggioritaria è l'Islam nella corrente sciita. L'annessione dell'Azerbaigian al Grande Impero Seljuk nell'XI secolo ha svolto un ruolo importante nella formazione del popolo azero.
La storia del paese è analoga a quella delle ex repubbliche sovietiche: l'indipendenza è stata conseguita nel 1991. All'indomani dell'indipendenza, la regione del Nagorno Karabakh si è dichiarata indipendente con il nome di Repubblica dell'Artsakh, un evento che ha portato alla prima guerra del Nagorno Karabakh. Nel 1994 sette distretti dell'Azerbaigian sudoccidentale sono stati conquistati dalle forze armene e amministrati nel territorio della repubblica del Nagorno Karabakh. Nel 2020, alla conclusione della guerra, tali territori sono nuovamente tornati sotto il controllo azero. Nel 2023 un'offensiva azera ha portato alla resa della Repubblica dell'Artsakh e ha provocato l'esodo della popolazione armena dal Nagorno-Karabakh. Lo scioglimento della Repubblica dell'Artsakh è avvenuta ufficialmente il 1º gennaio 2024.

## Toponimo
Diverse fonti ipotizzano differenti origini del toponimo Azerbaigian. Nell'antichità la regione era conosciuta con il nome di "Albania". Dopo la conquista di Alessandro Magno, il territorio venne assegnato al satrapo Atropate,,e da lui assunse il nome di Atropatene. Con questo nome fu conosciuto dagli arabi, che però lo pronunciavano Adhurbadhagan, da cui il toponimo moderno.
Secondo un'altra teoria, il toponimo Azerbaigian deriverebbe da "Azar-baigian", composizione di tre parole di origine mede: "azar" oppure "atur" (fuoco), e "baigian" oppure "patcan" (protetto di), quindi significherebbe "protetto dal fuoco". Dunque il significato del nome completo sarebbe "l'anima dei nobili guerrieri del fuoco (sacro)" in quanto in Azerbaigian il fuoco è un culto sacro ereditato dallo zoroastrismo inizialmente nato in Azerbaigian, poi diffuso in altri territori, infine diventato religione ufficiale della Persia.
Nel XIX secolo, lo scrittore e traduttore azero Abbasqulu Bakıxanov collegò l'origine della parola Azerbaigian a Bābak Khorramdīn, capo del movimento della Khurramiyya. Nel suo manoscritto Gülüstani-İrəm scrisse che la parola Azerbaigian deriverebbe presumibilmente da una forma arabizzata della parola Azer-Babekan che significa "fuoco di Babek".
Il culto del fuoco è legato ai fenomeni naturali di petrolio e gas, la ricchezza principale del paese. Ai tempi antichi, gli adoratori del culto del fuoco sacro arrivavano dall'India per visitare i templi di Baku - capitale dell'Azerbaigian. Ad oggi ci sono ancora due luoghi considerati sacri per il loro legame col culto del fuoco sacro a Baku: Yanar Dag ("monte che brucia"), dove c'è un fuoco incessante grazie al gas che fuoriesce dal monte e Ateshgah di Baku - il tempio del fuoco sacro, sempre un luogo costruito su un giacimento di gas col fuoco incessante. Questo persistente culto del fuoco ha portato al soprannome di Terra del fuoco (in azero Odlar Yurdu).

## Storia

### Antichità
Le prime tracce idenitficate e confermate della presenza dell'uomo nel territorio dell'Azerbaigian risalgono all'età della pietra e sono legate alla cultura Quruçay delle grotte di Azokh. Reperti del Paleolitico superiore, in particolare di epoca musteriana, sono stati trovati nelle grotte di Tağlar, Damcili, Zar e Yataq-yeri. I ritrovamenti di frammenti di brocche di vino secco nelle necropoli della Leylatepe e Sarytepe testimoniano l'attività agricola dell'Età del bronzo.
Le prime istituzioni statali o associazioni etnico-politiche nel territorio dell'Azerbaigian si sono formate nel bacino di Urmia dalla fine del IV millennio a.C. all'inizio del III millennio a.C. Le entità statuali più antiche di quel tempo avevano instaurato stretti rapporti con gli antichi stati sumeri, accadici e assiri situati nelle valli del Tigri e dell'Eufrate così come gli Ittiti in Asia Minore.
Tutto il Caucaso meridionale fu conquistato dagli Achemenidi intorno al 550 a.C., il che comportò la diffusione dello Zoroastrismo in questa parte dell'impero dei Medi. L'impero achemide durò oltre 250 anni e fu conquistato in seguito da Alessandro Magno. In seguito, dopo la sua morte nel 323 a.C. i greci Seleucidi ereditarono il Caucaso, ma furono costretti a ritirarsi sotto la pressione di Roma e dei Greci secessionisti in Battria.

### Dal periodo sasanide al periodo safavide
Nel I secolo a.C. gli Albanesi caucasici, abitanti autoctoni dell'Azerbaigian, fondarono un loro regno. Il regno rimase indipendente finché i Sasanidi lo resero uno Stato vassallo nel 252 pur mantenendo la loro monarchia. Il re albanese caucasico Urnayr dichiarò ufficialmente il Cristianesimo religione di Stato nel IV secolo, e l'Albania caucasica rimase un paese cristiano fino all'VIII secolo. La costa del Mar Caspio rimase sotto il controllo romano dal I secolo fino al 387, quando l'Impero dei Sasanidi di Persia stabilì il suo dominio sulla regione. Le iscrizioni romane ritrovate sulle rocce del Riserva statale di Qobustan testimoniano la presenza della Legione XII Fulminata presumibilmente ai tempi di Domiziano. Nonostante le numerose conquiste dei Sasanidi e dei Bizantini un piccolo Stato albanese indipendente sopravvisse fino al IX secolo.
Dopo la caduta dei Sasanidi per opera degli Arabi, l'Albania caucasica divenne un paese vassallo e dopo la resistenza cristiana guidata dal Principe Javanshir, lo Stato fu distrutto nel 667 e gli albanesi convertiti all'islam. Con il declino del Califfato degli Abbasidi, il territorio dell'Azerbaigian passò sotto il dominio di diverse dinastie come Salaridi, Sagidi, Shaddadidi, Rawandidi e Buwayhidi. All'inizio dell'XI secolo, il territorio fu gradualmente conquistato dalle ondate di turchi oghuz dall'Asia centrale, che all'epoca adottarono un etnonimo turcomanno. La prima di queste dinastie turche stabilite fu l'Impero selgiuchide, che entrò nell'area oggi conosciuta come Azerbaigian nel 1067.
La popolazione pre-turca che viveva sul territorio del moderno Azerbaigian parlava diverse lingue indoeuropee e caucasiche, tra cui l'armeno e una lingua iranica, l'antico azero, che fu gradualmente sostituita da una lingua turca, precorritrice dell'odierna lingua azera. Alcuni linguisti hanno anche affermato che i dialetti tat dell'Azerbaigian iraniano e della Repubblica dell'Azerbaigian, come quelli parlati dai Tat, discendono dall'antico azero. A livello locale, i possedimenti del successivo impero selgiuchide furono governati dagli Eldiguzidi, tecnicamente vassalli dei sultani selgiuchidi, ma a volte essi stessi governatori de facto. Sotto i Selgiuchidi, poeti locali come Nizami Ganjavi, Mahsati e Khaqani diedero origine a una fioritura della letteratura persiana sul territorio dell'attuale Azerbaigian.
Dopo la morte di Timur, nella regione sono emersi due stati turchi indipendenti e rivali: Qara Qoyunlu e Aq Qoyunlu. Aq Qoyunlu e Qara Qoyunlu consistevano principalmente di tribù turche di lingua azera e avevano una struttura confederata a due stati. Alcuni storici sono dell'opinione che siano azeri moderni.
Nel 1225, Jalal al-Din Mankubirni sovrano dell'impero corasmio pose fine al dominio Atabeg. Successivamente a governare l'Azerbaigian fu lo Stato degli Jalayridi che cadde a seguito della conquista di Tamerlano che lanciò una devastante invasione dell'Azerbaigian nel 1380 e lo incorporò temporaneamente nel suo vasto dominio che abbracciava gran parte dell'Eurasia.
La dinastia locale azera degli Shirvanshah costituì uno Stato vassallo dell'Impero timuride che appoggiò, durante la guerra contro il governatore del Khanato dell'Orda d'Oro, il Tokhtamysh. Dopo la morte di Tamerlano nel 1405, salì al potere il suo quarto figlio Shah-Rukh che regnò fino al 1446. La morte di Tamerlano diede origine inoltre a due Stati: Kara Koyunlu e Ak Koyunlu con i quali iniziò un periodo significativo per l'affermazione dello spirito nazionale e unione storica di tutti i territori autentici dell'Azerbaigian. Fino alla sua morte il sultano degli Ak Koyunlu, Uzun Hasan, governò tutto il territorio dell'Azerbaigian. Il regno successivamente passò alla dinastia degli Shirvanshakhi che mantennero l'autonomia dall'861 fino al 1539 fornendo una continuità che durò più a lungo di qualsiasi altra dinastia nel mondo islamico.

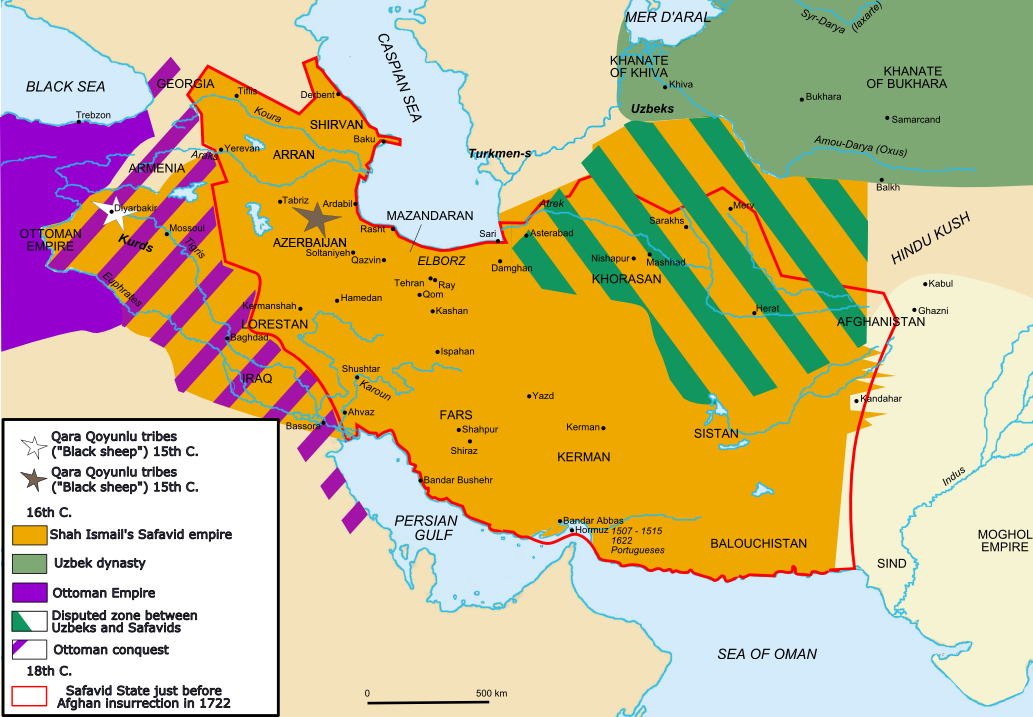
Mappa dell'Impero Safavide

I Safavidi discendenti di Uzun Hasan Ak Koyunlu e guidati da Ismail I sconfissero gli Shirvanshakhi e imposero l'Islam sciita alla popolazione che prima praticava l'Islam sunnita contrapponendosi all'Impero ottomano. Le guerre con l'Impero ottomano sunnita, opposto ai Safavidi, continuarono durante il regno di Shah Tahmasp. Sotto il regno di Abbas I il Grande (1587-1630) la monarchia raggiunse l'apice e assunse un'identità nazionale distintamente persiana che si fondeva con l'Islam sciita. Dopo la caduta dei Safavidi l'impero persiano si disintegrò sotto gli Afsharidi. Nell'area emersero diversi khanati azeri turchi musulmani con varie forme di autonomia. Dopo un periodo di frequenti guerre i khanati furono occupati dall'Impero russo.
La lingua principale dei sovrani safavidi era l'azero, era parlata nel palazzo safavide fino al crollo dello stato. I signori feudali dello stato erano costituiti dalle tribù Qizilbash di lingua azera, avevano il sopravvento nell'amministrazione statale, formarono anche l'esercito statale dei Safavidi
Dopo i Safavidi, la regione fu governata dalla dinastia Afshar. Dopo la morte di Nadir Shah (h. 1736-1747), molti dei suoi ex sudditi beneficiarono dell'esplosione dell'instabilità. In Azerbaigian emerse un gran numero di khanati azeri autonomi con varie forme semi-indipendenti. I khanati controllavano i propri affari attraverso le rotte commerciali internazionali tra l'Asia centrale e l'Occidente.
Dopo la sconfitta ad opera della Russia, l'Iran dei Qajar fu costretto a firmare il Trattato di Golestan nel 1813, che determinò la fine della guerra russo-persiana e l'abolizione dei khanati locali. In seguito a un'altra guerra russo-persiana nel 1826-1828 il Trattato di Turkmenchay stabilì la divisione del territorio dell'Azerbaigian tra la Russia e la Persia. La Persia riconobbe alla Russia i khanati di Erivan (oggi capitale dell'Armenia), di Nakchivan e il resto del Talysh. Tabriz, Ardabil ed Urmia divennero parte della Persia (le province dell'Azerbaigian Orientale, dell'Azerbaigian Occidentale e di Ardabil dell'Iran odierno). La Russia riorganizzò i khanati della regione in nuove province, ciascuna presieduta da un ufficiale dell'esercito. Nel 1905, le tensioni di classe ed etniche sfociarono in rivolte etniche musulmane-armene durante la prima rivoluzione russa.

### Storia contemporanea

Mappa ufficiale, rilasciata dal Ministero degli Affari Esteri della Repubblica Democratica dell'Azerbaigian alla Conferenza di Pace di Parigi nel 1919.

Dopo il collasso dell'Impero russo al termine della prima guerra mondiale, l'Azerbaigian insieme con Armenia e Georgia crearono la Repubblica Federativa Democratica di Transcaucasia. Gli anni tra il 1918 e il 1920 furono caratterizzati da vari conflitti armeno-azeri. Quando la Repubblica venne sciolta nel maggio del 1918, l'Azerbaigian dichiarò la propria indipendenza e fu creata la Repubblica Democratica dell'Azerbaigian. Il nome "Azerbaigian" fu adottato dal principale partito dell'epoca, il Musavat, per ragioni politiche. Tale toponimo era usato, prima della costituzione della Repubblica Democratica azera del 1918, esclusivamente per identificare la regione adiacente dell'Iran nordoccidentale contemporaneo. La RDA fu la prima Repubblica parlamentare musulmana nel mondo, ma ebbe termine dopo appena due anni, quando l'Armata Rossa invase Baku nel marzo del 1922. Così l'Azerbaigian, con Armenia e Georgia, divenne parte della RSSF Transcaucasica, uno Stato federato de jure nell'URSS, de facto nuovamente occupato dalla Russia. Nel 1936 la RSSF Transcaucasica fu divisa in tre repubbliche fra le quali anche la RSS Azera.
Durante la seconda guerra mondiale la RSS dell'Azerbaigian fornì la maggior parte del petrolio utilizzato dall'Unione Sovietica nella guerra contro la Germania nazista. I tedeschi tentarono alcune volte l'occupazione di Baku per avere il controllo del petrolio azero (Operazione Edelweiss gestita direttamente da Hitler), ma tutti i tentativi fallirono grazie alla resistenza dell'esercito sovietico.
A seguito della politica di glasnost' (trasparenza) iniziata dal segretario generale del Partito Comunista dell'Unione Sovietica Michail Gorbačëv, ebbero inizio disordini economici, politici e scontri etnici, in particolare nella Regione del Nagorno Karabakh. Le manifestazioni per l'indipendenza a Baku furono soffocate nella violenza. Nel gennaio del 1990 l'esercito entrò nella capitale sparando contro i manifestanti. Il numero ufficiale delle vittime fu di 130 morti e 700 feriti, non ufficialmente si parla di migliaia di morti. Il 20 gennaio 1990 entrò nella storia moderna dell'Azerbaigian come il Gennaio nero.

### Indipendenza
Il 30 agosto 1991 il Soviet Supremo azero votò una risoluzione per il distacco dall'Unione Sovietica e il successivo 18 ottobre l'Azerbaigian dichiarò ufficialmente la propria indipendenza, i cui primi anni furono funestati dall'inizio della prima guerra del Nagorno Karabakh (gennaio 1992) conclusasi con l'Accordo di Biškek nel 1994. Alla fine della guerra l'Azerbaigian perse un sesto del suo territorio che comprendeva la regione del Nagorno Karabakh e altre 7 province. Come conseguenza della guerra del Nagorno Karabakh un azero su otto è diventato un rifugiato. Ayaz Mutallibov, primo presidente dell'Azerbaigian, fu costretto alle dimissioni.
Il 15 giugno 1993, a seguito delle dimissioni del Presidente Abülfaz Elçibay, l'ex primo segretario del Partito Comunista dell'Azerbaigian Heydər Əliyev venne eletto come nuovo presidente e il 24 giugno assunse la carica di Presidente della Repubblica dell'Azerbaigian. L'andamento negativo del conflitto, che era costato le dimissioni del predecessore Elçibay, spinge Əliyev a concordare un accordo di cessate-il-fuoco. Nei primi anni del suo governo riuscì anche ad abbassare sostanzialmente il tasso di disoccupazione rimettendo in moto l'economia quasi distrutta dopo la guerra del Nagorno-Karabakh. Il 20 settembre 1994 il governo azero sottoscrisse con 13 grandi aziende specializzate nella prospezione ed estrazione petrolifere un accordo (soprannominato dai media Contratto del Secolo) finalizzato all'esplorazione e allo sviluppo delle attività estrattive dei giacimenti Azeri-Chirag-Guneshli (ACG) nel mar Caspio. Nell'ottobre 1998 Heydər Əliyev fu rieletto per la seconda volta. Nonostante l'esplorazione di nuovi giacimenti petroliferi, il suo governo perse popolarità soprattutto a causa di brogli elettorali, corruzione diffusa e del suo regime autoritario. Le stesse critiche vennero avanzate anche in occasione delle successive elezioni presidenziali quando İlham Əliyev venne eletto presidente, dopo la morte del padre Heydar nel 2003 e quindi riconfermato nel 2008, nel 2013 e nel 2018.

## Geografia

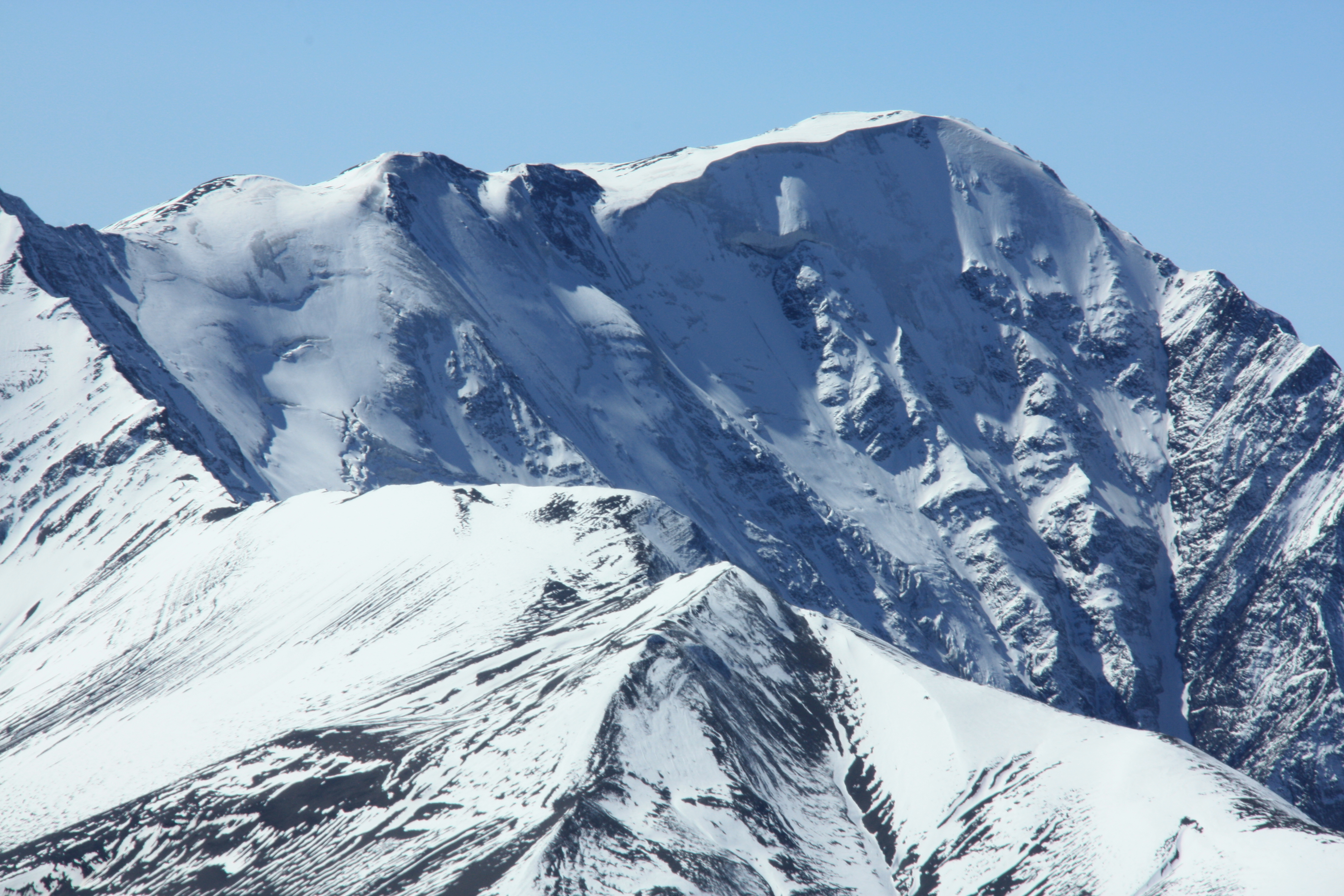
Il monte Bazardüzü visto dal monte Shahdagh

L'Azerbaigian è un paese del Caucaso meridionale. Il Mar Caspio, che forma il suo confine orientale, la catena montuosa del Gran Caucaso a nord e le vaste pianure al centro sono le caratteristiche fisiche più dominanti dell'Azerbaigian. Le montagne del Grande e del Piccolo Caucaso e i monti Talish coprono il 40% del paese. Il Bazardüzü Dağı è la cima più elevata (4.466 m) dell'Azerbaigian e il punto più basso (-28 m) è nel Mar Caspio. Il Kura, il fiume più lungo della regione del Caucaso e dell'Azerbaigian, forma un delta e sfocia nel Mar Caspio. Il bacino idrico di Mingäçevir nel nord-ovest dell'Azerbaigian, con un'area di 605 km² è il più grande specchio d'acqua del paese e di gran lunga il più grande bacino idrico del Caucaso.
Lo Stato si estende su una superficie di 86600 km². La parte più densamente abitata del territorio si estende intorno alla valle del fiume Kura che sfocia nel Mar Caspio, su cui si affaccia tutta la parte orientale dell'Azerbaigian. Il paese confina a Nord con Russia (Daghestan) e Georgia, a Ovest con Armenia e a Sud con l'Iran. La Repubblica Autonoma di Naxçıvan è racchiusa tra Armenia e Iran e condivide un breve confine (17 km) con la Turchia. Fanno parte del territorio nazionale anche le isole di Pirallahı e Cilov nel Mar Caspio.
La capitale è Baku, mentre un'importante città è Gəncə. È un paese ricco di petrolio. Diversi giacimenti petroliferi si trovano nella penisola di Abşeron.
Secondo la convenzione che pone il confine euroasiatico sul Gran Caucaso, l'Azerbaigian è uno stato transcontinentale poiché, pur estendendosi in gran parte a sud dello spartiacque di questa catena montuosa, una piccola parte del suo territorio è posto invece a nord di esso; si tratta dei distretti di Qusar, Şabran, Siyəzən, Xaçmaz e Quba, che hanno una popolazione di circa mezzo milione di abitanti, ossia circa il 5% della popolazione totale del paese. Secondo la convenzione che pone invece il confine tra Europa ed Asia lungo la Depressione del Kuma-Manyč, l'Azerbaigian è uno stato interamente asiatico.
Circa il 50% del territorio dell'Azerbaigian è montuoso ed è caratterizzato da una serie di vulcani di fango. L'Azerbaigian è inoltre un paese soggetto a terremoti.

### Clima
Gli inverni sono protetti dalle influenze polari dal Gran Caucaso, mentre le estati sono molto calde man mano che ci si allontana dal Mar Caspio. Verso sud invece, dove è situata la capitale, l'autunno è molto piovoso mentre il resto del paese ha un clima gradevole.

## Popolazione
Al 2014 la popolazione dell'Azerbaigian era di circa 9 552 500 di abitanti. Nel 2019 la popolazione ha raggiunto i 10 milioni di abitanti.

### Etnie
Secondo il censimento della popolazione del 2009 l'Azerbaigian è composto dal 91,6% di azeri, 2% lezgini, 1,4% di armeni (quasi tutti vivono nella regione del Nagorno-Karabakh), 1,3% di russi, 1,3% di talisci e lo 0,6% di avari. Le altre minoranze etniche includono turchi, tatari, tati, ucraini, tsakuri georgiani, ebrei e curdi. Si contano inoltre 11.000 gekad.

### Lingue
Dalla fine dell'URSS la lingua ufficiale è l'azero, una lingua turca scritta in Azerbaigian con l'alfabeto latino, che ha sostituito quello cirillico dal dicembre del 1992.
La lingua azera era chiamata turca (türk dili) fino al 1937 quando fu ribattezzata in "azera" nell'ambito della politica di Stalin.
Il russo era anche la lingua ufficiale fino al 1991 e come eredità del periodo sovietico, è parlato correntemente dalla gran parte della popolazione azera, ed è considerato anche la lingua delle classi più abbienti. Vi è una piccola minoranza di lingua russa (3,5%), lesgo (1,9%) nel nord e taliscio (1,8%) nel sud del paese.
L'armeno, prima della guerra del Nagorno-Karabakh era ampiamente diffuso ed era parlato quasi totalmente nella ex autoproclamata Repubblica dell'Artsakh.

## Immigrazione
Ci sono varie etnie di immigrati e di diverse nazionalità tra quelli che arrivano in Azerbaigian. Gli azeri etnici sono coloro che più frequentemente entrano nel paese, così come i rappresentanti di alcune minoranze etniche come i talisci, lezgini, avari, ecc.). Molti provengono dalle ex repubbliche dell'URSS, compresa la Georgia dove nella regione confine sono presenti ampie minoranze azere. Nel 2010, ogni ottavo residente dell'Azerbaigian era un immigrato, di cui più del 90% sono azeri e il 70% sono sfollati dai territori occupati dall'Armenia.

## Cultura

### Religioni
Il 96% della popolazione è musulmana e, fra di essa, l'81% appartiene alla corrente sciita e il 15% appartiene alla corrente sunnita.. Vi sono anche minoranze di religione cristiana ed ebraica.
La Chiesa ortodossa del Paese fa capo al Patriarcato di Mosca ed è organizzata nell'eparchia di Baku e dell'Azerbaigian. Il 27 maggio 2001 il patriarca di Mosca e di tutte le Russie Alessio II ha consacrato la nuova cattedrale ortodossa delle Sante Mirrofore. Dopo il conflitto del Nagorno Karabakh negli anni 90, la religione cristiano-armena è diffusa sostanzialmente nell'autoproclamata Repubblica dell'Artsakh.
Il 29 aprile 2007 è stata consacrata la chiesa dell'Immacolata Concezione, la prima chiesa di confessione cattolica nella capitale Baku.

### Letteratura

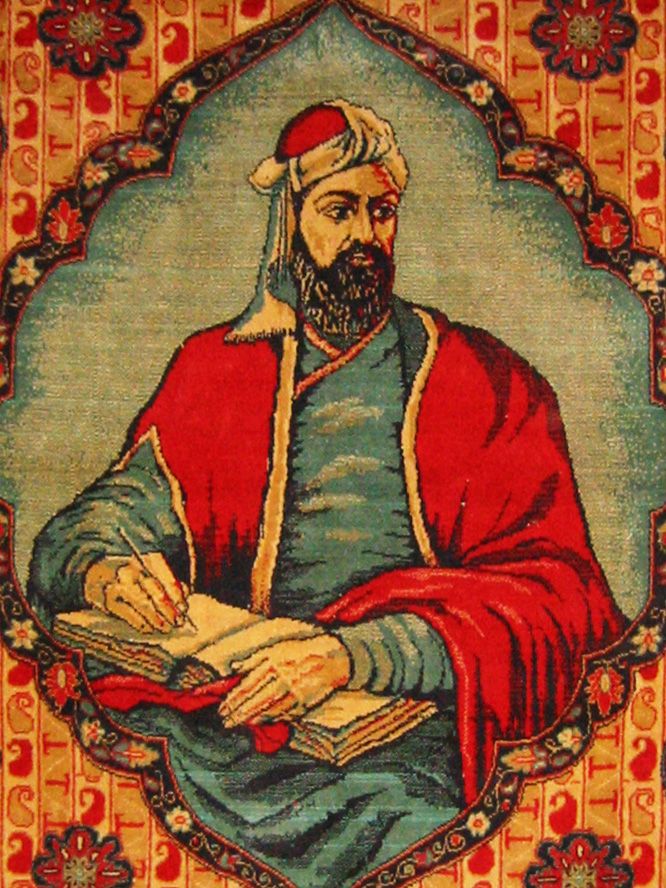
Nizami Ganjavi.

Storicamente la letteratura azera si inserisce nel più vasto alveo delle letterature in lingue turche del ceppo oghuz, di cui la maggiore fu senza dubbio la letteratura in turco ottomano, ampiamente influenzate da generi e stilemi della letteratura persiana. Perciò scrittori e poeti di etnia azera sin dal Medioevo si espressero prevalentemente in una di queste due lingue dalla grande tradizione letteraria, ossia il persiano e il turco ottomano.
Al XV secolo risale probabilmente la prima redazione scritta di una grande saga epica in prosa il Dede Korkut, che circolava oralmente da almeno due secoli, rivendicata peraltro come epos nazionale anche dagli attuali turchi di Turchia e dai turkmeni. Comunque solo a partire dalla seconda metà dell'Ottocento, con l'aumento dell'influenza europea (russa e francese soprattutto), si avrà gradualmente un processo di acquisizione-formazione identitaria che porterà alla creazione della moderna letteratura nazionale azera, un artefice della quale è sicuramente il commediografo e prosatore Mirzə Fətəli Axundov (1812-1878), scrittore bilingue (persiano-azero) di orientamento realista. Dopo la costituzione della repubblica socialista sovietica dell'Azerbaigian, che comporterà anche il passaggio dall'alfabeto arabo all'alfabeto cirillico, la letteratura azera si sintonizzerà a livello estetico e tematico con i dettami del "realismo socialista" e delle "forme nazionali" dell'arte. Ma forse il più celebre autore di origini azere fu un profugo della Rivoluzione russa, Essad Bey (1905-1942), nome d'arte di uno scrittore e saggista poliglotta di origini ebraico-russe nato a Baku, vissuto tra la Germania e l'America e morto in esilio, a Positano nell'Italia fascista nel 1942.
Con la recentemente riacquistata indipendenza, dopo la dissoluzione dell'URSS, si sono messe in moto altre complesse dinamiche di allontanamento dalla cultura russa e di contemporaneo rinsaldamento del legame con la tradizione letteraria turco-ottomana e persiana da un lato, e con il patrimonio folklorico-culturale panturco dall'altro. Occorre qui ricordare che un ramo importante di questa letteratura è quello che vive nell'Azerbaigian iranico, dove la lingua azera è trascritta però con l'alfabeto arabo-persiano; questo ramo, per intuibili ragioni, è molto più sensibile all'eredità persiana e vive in stretta simbiosi con la vita culturale e letteraria dell'Iran contemporaneo.
Tra gli altri scrittori azeri possiamo ricordare:
- Abdul Rachim Achverdov
- Zecharia Sitchin

### Musica
Il Mugham, la Meykhana e l'Aşık rientrano tra le tante tradizioni musicali dell'Azerbaigian. Nel campo musicale, durante il XX secolo, spicca la figura del compositore Üzeyir Hacıbəyov, il padre della musica classica azera: in suo onore, il 18 settembre, si celebra il Giorno della Musica Nazionale.. Nel XXI secolo importante affermazione della musica azera con il duo Ell & Nikki e il singolo Running Scared, brano vincitore dell'Eurovision Song Contest 2011.

### Danza
Una danza nazionale dell'Azerbaigian viene chiamata abayi.

### Cinema
L'industria cinematografica in Azerbaigian risale al 1898. In effetti, l'Azerbaigian è stato tra i primi paesi coinvolti nella cinematografia. Pertanto, non sorprende che questo apparato sia apparso presto a Baku: all'inizio del XX secolo, questa città della baia sul Caspio produceva oltre il 50% della fornitura mondiale di petrolio. Proprio come oggi, l'industria petrolifera attirava stranieri desiderosi di investire e di lavorare. Nel 1919, durante la Repubblica Democratica dell'Azerbaigian, un documentario dal titolo "La celebrazione dell'anniversario dell'indipendenza dell'Azerbaigian" venne girato nel primo anniversario dell'indipendenza dell'Azerbaigian dalla Russia, il 27 maggio, e debuttò nel giugno 1919 in diversi teatri di Baku. Dopo l'istituzione del governo sovietico nel 1920, Nariman Narimanov, presidente del Comitato rivoluzionario dell'Azerbaigian, firmò un decreto che nazionalizzava il cinema dell'Azerbaigian. Ciò influenzò anche la creazione dei film azeri di animazione.
Nel 1991, dopo l'indipendenza dell'Azerbaigian dall'Unione Sovietica, si tenne a Baku il primo Baku International Film Festival East-West. Nel dicembre 2000, l'ex presidente dell'Azerbaigian, Heydər Əliyev, firmò un decreto che proclamava il 2 agosto festa lavorativa dei registi dell'Azerbaigian. Oggi i registi azeri affrontano questioni simili a quelle affrontate dai cineasti prima della fondazione dell'Unione Sovietica nel 1920. Ancora una volta, sia la scelta dei contenuti che la sponsorizzazione dei film sono in gran parte lasciate all'iniziativa del regista.

### Arte
L'arte preislamica del territorio azero va inquadrata nella storia dell'arte delle grandi formazioni storico-culturali succedutesi nell'area: achemenide, greco-alessandrina, partica, sasanide. L'arte azera contemporanea si inserisce nella grande tradizione dell'arte islamica cui, dal XIX secolo, si sono via via aggiunti gli influssi di correnti occidentali soprattutto attraverso la mediazione della cultura russa zarista e, più tardi, sovietica (realismo socialista, "forme nazionali" di arte ecc.). Eccellenti prodotti dell'arte Azera sono rintracciabili nelle opere che arricchiscono le residenze più prestigiose, dello Shah e dei Khan prima, e delle ricche famiglie legate alla commercializzazione del petrolio in seguito. Degni di particolare menzione sono gli affreschi del palazzo del Khan a Sheki e le sue enormi Shebeke.
Le Shebeke sono vetrate artistiche riproducenti esclusivamente figure geometriche create utilizzando solo legno e vetri colorati che si incastrano in maniera stabile senza dover ricorrere all'ausilio di alcun metallo come piombo o ferro (chiodi). Sono prodotte nella sola area di Sheki e si conta che rimangano tuttora meno di una decina di artisti in grado di produrle (quasi esclusivamente per restaurare quelle presenti nei palazzi storici). L'Azerbaigian, per la sua contiguità con la Russia europea, ha giocato sin dalla fine dell'Ottocento un ruolo importante nella trasmissione al mondo islamico, e iranico in particolare, di mode e correnti letterarie, teatrali e artistiche in generale.

### Architettura e patrimoni dell'umanità
L'architettura azera combina elementi dell'Oriente e dell'Occidente. Nel X e nel XII secolo furono fondate in Azerbaigian varie scuole di architettura tra le quali si annoverano quelle di Aran, Tabriz, Naxçıvan, Şirvan e Abşeron. L'architettura azera presenta inoltre forti influenze dall'architettura persiana. Molti antichi tesori architettonici come la Torre della Vergine e il Palazzo degli Shirvanshah nella città fortificata di Baku rappresentano un esempio connotativo dell'architettura del paese. Le voci presenti nella Lista dei patrimoni dell'umanità dell'UNESCO, lista seppur provvisoria, includono la Città murata di Baku con il Palazzo degli Shirvanshah e la Torre della Vergine (2000), il Paesaggio culturale dell'arte rupestre di Qobustan (2007) e il Centro storico di Şəki con il Palazzo del Khan (2019).
Gli altri tesori architettonici comprendono il castello quadrangolare di Mardakan, il monumento di Parigala a Yuxarı Çardaqlar, una serie di ponti che attraversano il fiume Aras e diversi mausolei. Tra il XIX l'inizio del XX secolo furono costruite le residenze a Baku e nei dintorni. Tra i monumenti architettonici più recenti vi sono le stazioni della metropolitana di Baku che sono note per i loro tipici arredamenti sontuosi del periodo sovietico. L'architettura postmoderna è iniziata ad apparire all'inizio degli anni 2000. Tra i grandi progetti si annoverano il Centro culturale Heydər Əliyev, le Flame Towers, la Baku Crystal Hall, la Baku White City e la SOCAR Tower che hanno trasformato lo skyline della città.

### Università
L'Università statale di Baku venne istituita nel 1919 dal Parlamento della Repubblica Democratica di Azerbaigian.

### Gastronomia
La cucina tradizionale azera è famosa per l'abbondanza di verdure usate stagionalmente nei piatti. Le erbe fresche, tra cui menta, coriandolo, aneto, basilico, prezzemolo, dragoncello, erba cipollina, timo e maggiorana sono molto apprezzate e spesso accompagnano i piatti principali in tavola. La diversità climatica e la fertilità del territorio si riflettono nei piatti nazionali, che sono a base di pesce del Mar Caspio, carne locale (principalmente montone e manzo) e abbondanza di verdure di stagione. Il plov di riso allo zafferano è il cibo di punta in Azerbaigian e il tè nero è la bevanda nazionale. Gli azeri usano spesso il tradizionale bicchiere armudu (a forma di pera) poiché sussiste una cultura del tè molto forte. Alcuni piatti tradizionali popolari sono il bozbash (zuppa di agnello che esiste in diverse varietà regionali con l'aggiunta di diverse verdure), il qutab (pasta arrotolata cotta su una piastra con ripieno di verdure o carne macinata) e il dushbara (una sorta di ravioli di pasta ripieni di carne macinata aromatizzata).

### Missioni spaziali
- 21 dicembre 1987: Musa Chiramanovič Manarov è il primo uomo nato in Azerbaigian ad andare nello spazio
- 7 febbraio 2013: viene lanciato Azerspace-1, primo satellite azero[93].

## Ordinamento dello Stato

### Suddivisione amministrativa

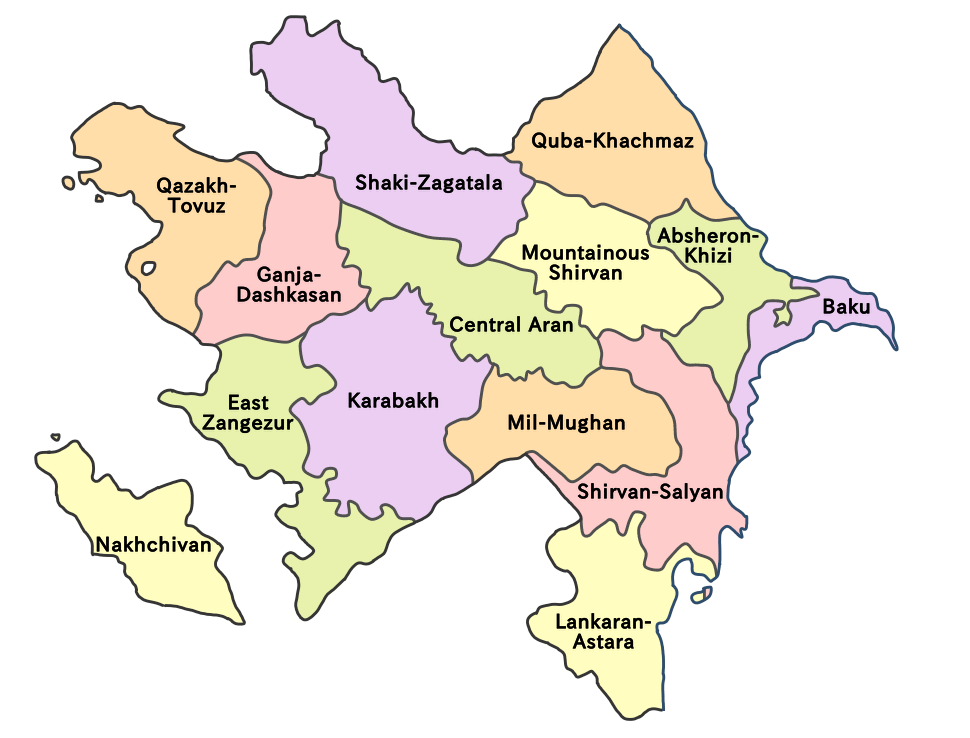
Regioni economiche dell'Azerbaigian

L'Azerbaigian si suddivide in 66 distretti e 13 città autonome non comprese in alcun distretto, e una regione autonoma, la Repubblica Autonoma di Naxçıvan.
A fini statistici, il territorio del Paese è stato suddiviso in dieci cosiddette regioni economiche, di cui una coincide con la Repubblica Autonoma di Nakhchivan:
1. Baku
2. Absheron-Khizi
3. Ganja-Dashkasan
4. Shaki-Zagatala
5. Lankaran-Astara
6. Quba-Khachmaz
7. Central Aran
8. Karabakh
9. East Zangezur
10. Mountainous Shirvan
11. Nakhchivan
12. Qazakh-Tovuz
13. Mil-Mughan
14. Shirvan-Salyan

### Città principali
- Baku
- Gäncä
- Sumqayıt

## Politica

### Struttura politica
La struttura del sistema politico azero è stata ridefinita con l'adozione di una nuova Costituzione dell'Azerbaigian il 12 novembre 1995. Ai sensi dell'articolo 23 della Costituzione, i simboli di Stato della Repubblica di Azerbaigian sono la bandiera, lo stemma e l'inno nazionale. Il potere statale in Azerbaigian è limitato solo dalla legge per questioni interne, ma per gli affari internazionali è ulteriormente limitato dalle disposizioni di accordi internazionali sottoscritti e ratificati dal Paese.
Il governo dell'Azerbaigian si basa sulla separazione dei poteri legislativo, esecutivo e giudiziario. Il potere legislativo è detenuto dall'Assemblea nazionale, il parlamento unicamerale. Dato il particolare status di autonomia del Naxçıvan, poteri simili all'Assemblea nazionale sono attribuiti alla sua Assemblea Autonoma della repubblica del Naxçıvan. Le elezioni parlamentari si svolgono ogni cinque anni, la prima domenica del mese di novembre. Il Partito del Nuovo Azerbaigian, formalmente indipendente, ma fedele al Presidente in carica, attualmente occupa quasi tutti i 125 seggi del Parlamento. Durante le elezioni parlamentari del 2010 i partiti di opposizione, Musavat e Partito del Fronte Popolare, non sono riusciti a conquistare nemmeno un seggio. Osservatori europei e la missione dell'OSCE/ODIHR hanno segnalato numerose irregolarità nella campagna elettorale e durante il giorno delle elezioni.
Il potere esecutivo è detenuto dal Presidente, che è eletto per un periodo di 5 anni da elezioni dirette. Il presidente è autorizzato a formare il Gabinetto, un organo esecutivo di livello inferiore, subordinato a lui. Il Gabinetto consiste principalmente del Primo Ministro, i suoi deputati e ministri. Il presidente non può sciogliere l'Assemblea nazionale ma ha il diritto di veto sulle sue decisioni. Per ignorare il veto presidenziale, il parlamento deve avere una maggioranza di 95 voti. Il potere giudiziario è esercitato dalla Corte costituzionale, dalla Corte Suprema e dalla Corte dei conti. Il Presidente nomina i giudici di queste corti.
Il Consiglio di Sicurezza è l'organo deliberativo del presidente, che lo organizza secondo la Costituzione; è stato stabilito il 10 aprile 1997.
Anche se l'Azerbaigian ha tenuto diverse elezioni da quando ha riconquistato la propria indipendenza e ha molte delle istituzioni formali della democrazia, rimane classificato come "non libero" (al confine con "parzialmente libero") da Freedom House nel sondaggio World 2009.

### Istituzioni
L'Azerbaigian è una repubblica la cui costituzione in vigore è stata approvata con un referendum popolare il 12 novembre 1995. Il Primo ministro è di nomina presidenziale ed il Presidente è eletto direttamente. L'Assemblea nazionale (Milli Məclis) è il parlamento unicamerale e si compone di 125 seggi (fino al 2002 erano 100 secondo il sistema maggioritario e 25 secondo quello proporzionale, dopo il referendum popolare sono eletti tutti e 125 su base maggioritaria).

### Politica interna
L'Azerbaigian è una repubblica semipresidenziale; dal 2003 il Presidente della Repubblica è İlham Əliyev.
I principali partiti politici sono:
- Partito del Nuovo Azerbaigian (in carica al governo)
- Partito Uguaglianza
- Partito del Fronte Popolare Azerbaigian
- Partito del Movimento Rinascita Nazionale
- Partito Democratico Azerbaigian
- Partito della Madrepatria
- Partito Civico Solidarietà
- Partito Comunista dell'Azerbaigian

### Politica estera
I rapporti internazionali del Azerbaigian sono difficili con l'Armenia perché quest'ultima ha supportato, economicamente e militarmente, la regione del Nagorno Karabakh, in cui la maggior parte della popolazione era armena, fino alla re-incorporazione nello stato con l’offensiva del 2023.
L'Azerbaigian ha buoni rapporti diplomatici con la Turchia e gli Stati Uniti, mantenendo una posizione neutrale per la politica mondiale.
Sul piano internazionale l'Azerbaigian fa parte dell'ONU, della CSI e del Consiglio turco.
Il 18 luglio 2000, è entrato a far parte dell'Organizzazione per la sicurezza e la cooperazione in Europa (OSCE).
A partire dal 1994 l'Azerbaigian e la NATO hanno iniziato la loro collaborazione aderendo al programma (PfP) Partenariato per la pace.

### Politica europea
L'accordo di partenariato e cooperazione firmato nel 1996 ed entrato in vigore nel 1999 costituisce la base delle relazioni bilaterali tra l'Unione europea e l'Azerbaigian.
Il paese rientra nella politica europea di vicinato ed è membro del partenariato orientale dal 2009. L'Azerbaigian è inoltre un importante partner energetico per l'UE in special modo per la distribuzione delle risorse energetiche del Caspio nel mercato dell'UE.
L'Azerbaigian è stato duramente criticato per aver corrotto funzionari e diplomatici stranieri per promuovere le sue cause all'estero, reprimere le critiche sulle violazioni dei diritti umani e legittimare le elezioni presidenziali in Azerbaigian, una pratica definita come "diplomazia del caviale".

## Festività e ricorrenze nazionali
Festività nazionali azere
| Data                 | Nome                                                  | Significato |
| -------------------- | ----------------------------------------------------- | --- |
| 1º gennaio-2 gennaio | Capodanno                                             | |
| 20 gennaio           | Giorno dei Martiri                                    | Commemorazione del Gennaio nero (1990), in cui morirono centinaia di civili. Lutto nazionale                                         |
| 8 marzo              | Giornata internazionale della donna                   | |
| 20-24 marzo          | Nawrūz                                                | Nuovo anno coincidente con l'equinozio di primavera                                                                                  |
| 9 maggio             | Giornata della vittoria                               | In onore della vittoria dell'URSS sulla Germania nazista durante la seconda guerra mondiale                                          |
| 28 maggio            | Festa della repubblica dell'Azerbaigian               | Festa nazionale: fondazione della Repubblica Democratica dell'Azerbaigian, nel 1918                                                  |
| 15 giugno            | Giornata della salvezza nazionale                     | Heydər Əliyev è tornato alla guida della repubblica ed è stato eletto presidente della Repubblica dell'Azerbaigian il 15 giugno 1993 |
| 26 giugno            | Giornata delle Forze Armate                           | |
| 18 ottobre           | Giorno dell'indipendenza nazionale                    | Recupero della sovranità nazionale nel 1991                                                                                          |
| 9 novembre           | Giornata della bandiera nazionale                     | Adozione della bandiera dell'Azerbaigian come bandiera nazionale il 9 novembre 1918                                                  |
| 12 novembre          | Giornata della Costituzione                           | Adozione della Costituzione dell'Azerbaigian il 12 novembre 1995                                                                     |
| 17 novembre          | Giornata della rinascita nazionale                    | Commemorazione delle manifestazioni per l'indipendenza a Baku nel novembre e dicembre 1988                                           |
| 31 dicembre          | Giornata internazionale della solidarietà degli azeri | Festività che segna l'unità simbolica e le relazioni della nazione azera in Azerbaigian e nella diaspora.                            |

## Economia

### Settore primario
L'agricoltura rappresenta un'importante risorsa economica, favorita dalle opere di irrigazione, che dal bacino di raccolta di Mingecaur ai piedi delle valli caucasiche si diramano in tutta la regione centrale del Paese. I prodotti agricoli principali sono il riso, i cereali, il tabacco, la frutta, il tè, gli agrumi, il mais, il cotone, il vino. Diffuso è l'allevamento di bovini e ovini e del baco da seta.

### Settore secondario
Il principale prodotto d'esportazione del Paese è il petrolio. Dal 1997 ad oggi l'estrazione di idrocarburi ha fatto registrare tassi di crescita continui. Oltre a questo, si registrano miglioramenti nell'estrazione di ferro, rame, piombo e sale. Tuttavia le vie di comunicazioni lasciano molto a desiderare e necessitano di un intervento piuttosto massiccio.

### Settore terziario
Il commercio del petrolio è la principale attività di commercio. La SOCAR è la società statale azera che estrae ed esporta petrolio in tutto il mondo.Il Gasdotto TAP è un progetto che ha come obiettivo di far sviluppare le riserve di gas nello Shah Deniz, che poi arriverà dalle riserve sul Mar Caspio fino al Salento. Nel 2016 l'Azerbaigian è divenuto secondo esportatore di petrolio greggio in Italia dopo l'Iraq avendo esportato 8,8 milioni di tonnellate di petrolio greggio, in proporzione 14,6% del totale.

## Trasporti

### Ferrovie
Il trasporto ferroviario è gestito dalla società statale Azərbaycan Dəmir Yolu. La lunghezza della rete ferroviaria è di 2918 km. A causa del conflitto del Nagorno Karabakh le tratte ferroviarie nelle aree occupate dagli armeni e il traffico transfrontaliero verso l'Armenia sono stati sospesi. Di conseguenza non c'è un collegamento ferroviario diretto verso l'exclave del Naxçıvan. Ci sono numerosi collegamenti ferroviari internazionali dall'Azerbaigian verso la Russia, la Georgia, la Turchia e l'Iran.
La stazione di confine più importante con la Georgia è Bejuk-Kjasik, mentre il traffico con la Russia viene gestito a Jalama. Entrambi i suddetti valichi di frontiera sono aperti anche al traffico passeggeri. L'Azerbaigian è inoltre collegato al Turkmenistan e al Kazakistan tramite i traghettamenti ferroviari. L'Iran può essere raggiunto attraverso la stazione di confine di Astara. Il progetto della tratta ferroviaria Baku-Tbilisi-Kars, inaugurata nel 2017, rientra in un programma di sviluppo per i collegamenti ferroviari tra l'Azerbaigian con la rete paneuropea attraverso la Georgia e la Turchia.

### Strade e autostrade
La lunghezza totale della rete stradale azera è di circa 24.981 km e serve il traffico merci nazionale e dà accesso alle principali autostrade internazionali.
L'autostrada Baku-Alat-Ganja-Qazakh-confine georgiano rappresenta la sezione azera del corridoio stradale internazionale TRACECA. Un secondo corridoio internazionale si estende dalla Russia al confine con l'Iran in direzione nord-sud. La rete stradale con l'Armenia è interrotta e l'exclave azera di Naxçıvan è collegata con il resto del paese tramite voli interni e su strada attraverso il territorio iraniano. Secondo i termini dell'accordo sul cessate il fuoco al termine della guerra nell'Artsakh del 2020 è prevista la costruzione di nuova infrastruttura stradale per collegare le regioni occidentali azere con il Naxçıvan attraverso il territorio armeno.

### Collegamenti aerei
Lo scalo aereo più importante dell'Azerbaigian è l'aeroporto di Baku che si trova a 15 km a est del centro della città di Baku. Gli altri aeroporti internazionali sono a Gəncə, Naxçıvan, Lənkəran e Zaqatala. L'Azerbaijan Airlines (in azero: Azərbaycan Hava Yolları) è la compagnia aerea di bandiera del paese.

### Porti
Il principale porto dell'Azerbaigian e del Caspio è il porto marittimo internazionale di Baku. Il paese ha collegamenti marittimi diretti con gli altri stati rivieraschi del Caspio (Iran, Kazakistan, Russia e Turkmenistan). L'attività principale è il trasporto di merci, principalmente di petrolio e di prodotti petroliferi. Un'altra importante infrastruttura è il terminale di Sangachal, un grande complesso industriale per l'esportazione di gas.

## Ambiente
In Azerbaigian si trovano 9 parchi nazionali, 11 riserve naturali statali e 24 riserve naturali statali. In generale, le aree naturali protette costituiscono il 10,3% del territorio del paese, compreso il 3,7% dei parchi nazionali. Nel paese sono stati registrati 97 specie di mammiferi, 357 specie di uccelli, 67 specie di anfibi e rettili, 97 specie di pesci e più di 15.000 specie di invertebrati. Il 66% delle specie vegetali totali che crescono nel Caucaso si trovano in Azerbaigian.

## Sport

### Calcio
Il calcio è uno degli sport più seguiti degli ultimi anni. Il Qarabag Agdam (ufficialmente noto come Futbol Klubu Qarabağ Ağdam) è la squadra principale del paese la quale si è qualificata alla fase a gironi della UEFA Champions League 2017-2018 e alla fase a gironi della UEFA Europa League 2018-2019. È pluricampione dell'Azerbaigian insieme alla storica rivale del Neftçi Baku. La squadra gioca le partite interne a Baku per via del conflitto perenne tra Armenia e Azerbaigian avendo sede a Ağdam situata nella regione del Nagorno Karabakh.. La nazionale di calcio dell'Azerbaigian ha come suo attuale capocannoniere Qurban Qurbanov con 14 reti.

### Karate
Tra gli sport l'Azerbaigian si è distinta nella disciplina del Karate con Rafael Ağayev, più volte campione mondiale.

### Giochi olimpici
La prima medaglia vinta dall'Azerbaigian ai Giochi olimpici fu la medaglia d'argento di Namig Abdullayev, nella lotta ad Atlanta 1996.
La prima medaglia d'oro olimpica per l'Azerbaigian venne conquistata nel tiro a volo (skeet), da Zemfira Meftahətdinova, ai Giochi olimpici di Sydney 2000

### Formula 1
Dal 2017 in Azerbaigian si tiene il Gran Premio d'Azerbaigian. Il circuito (Circuito di Baku) è costruito nel centro della capitale, attraversando la parte vecchia della città. Nel 2016 il tracciato ospitò il Gran Premio d'Europa.

### Scacchi
Sono rintracciabili in Azerbaigian dal XII secolo, in epoca contemporanea la nazione è stata sede ospitante delle Olimpiadi degli scacchi del 2016 e della Coppa del Mondo di scacchi 2015. Giocatori quali Şəhriyar Məmmədyarov, Vüqar Həşimov e Teymur Rəcəbov hanno raggiunto la Top 10 mondiale. Rəcəbov ha inoltre vinto la l'edizione 2019 della coppa del Mondo.

### Importazioni

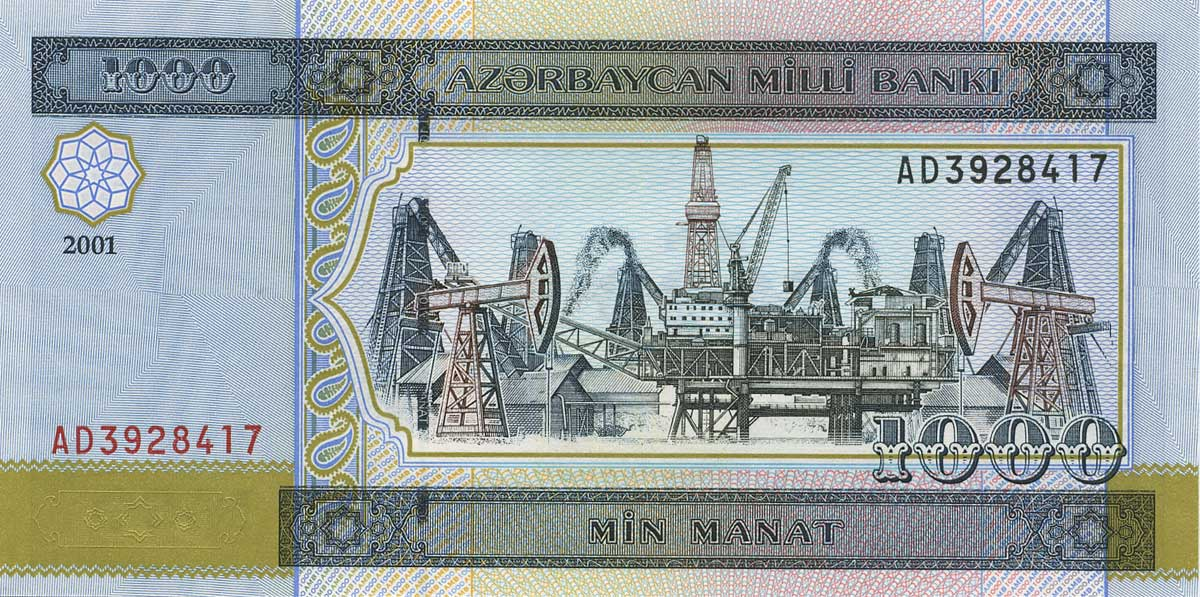
Azerbaigian,2001

Da alcuni anni a questa parte le importazioni sono in continuo aumento e, nello specifico, i rapporti con l'Italia hanno conosciuto una forte impennata. Ad oggi, numerose sono le aziende italiane presenti sul territorio.

### Turismo
Molto redditizio è il turismo balneare, sulla sponda del Mar Caspio.